# Synegia prospera
Synegia prospera är en fjärilsart som beskrevs av Louis Beethoven Prout 1929. Synegia prospera ingår i släktet Synegia och familjen mätare. Inga underarter finns listade i Catalogue of Life.